# Anthaxia antinoe
Anthaxia antinoe es una especie de escarabajo del género Anthaxia, familia Buprestidae. Fue descrita científicamente por Cobos en 1953.